# Kampor
Kampor (italsky Campora) je vesnice a přímořské letovisko v Chorvatsku v Přímořsko-gorskokotarské župě. Nachází se na ostrově Rab a je součástí opčiny města Rab. V roce 2011 zde žilo celkem 1 173 obyvatel.
Jedinou sousední vesnicí je Palit.